# فرانکی زاپاتا
فرانکی زاپاتا (به فرانسوی: Franky Zapata) مخترع فرانسوی و قهرمان سابق جت‌اسکی است. او فلای‌بورد را اختراع کرد و در ۴ اوت ۲۰۱۹ با فلای‌بورد از کانال مانش عبور کرد.